# Kastelláni (Achillií, Corfou)
Kastelláni (grec moderne : Καστελλάνοι) est une localité située dans le dème de Corfou-Centre et des îles Diapontiques, dans le district régional de Corfou, dans la périphérie des Îles Ioniennes, en Grèce.
Selon le recensement de 2021, elle compte 469 habitants.